# Aleš Bajger
Aleš Bajger' (* 27. července 1956) je český hudebník, zpěvák, kytarista, skladatel, producent a podnikatel. Hrál především ve skupinách Progres 2 a Vigor, spolupracoval také s Vladivojnou La Chia.

## Biografie
Na elektrickou kytaru začal hrát ve 13 letech. Hrál v různých amatérských skupinách na severní Moravě a vystudoval učiliště spojů (obor spojový mechanik), státní konzervatoř (obor operní zpěv) a lidovou konzervatoř (obor kytara a skladba). V letech 1979 a 1980 byl členem skupiny Bukanýři, se kterou nahrál jedno album. Následující dva roky hrál ve skupině Atény na kytaru a buzuki a produkoval její jediný singl „Řek Zorba“. V roce 1983 přišel do brněnské kapely Progres 2, kde se stal hlavním frontmanem v rockové opeře Mozek (1984). Podílel se i na dalším albu Progres 2, desce Změna!, po jejím vydání (1988) ale z kapely odešel, neboť Progres 2 se přetransformovali do skupiny Progres-Pokrok. Na přelomu let 1986 a 1987 založil skupinu Nota Bene se zpěvačkou Věrou Špinarovou, následně působil v letech 1988 a 1989 působil jako kapelník, kytarista a zpěvák ve skupině Tanja. V roce 1989 založil vlastní skupinu Vigor, která fungovala do roku 1991.
V polovině 90. let spolupracoval s Ivetou Bartošovou, je autorem písně „Čím zaplatím“ z jejího alba Malé bílé cosi (1994). Pro její sestru Ivanu Bartošovou napsal a produkoval píseň „Klid“ z roku 1997. Během této dekády působil mimo Česko, nejprve hrál v klubech po celé Evropě s Lady M, mezi lety 1997 a 2002 konstruoval lampové kytarové zesilovače pro firmu George Dennis. V roce 2004 založil značku Bayger pro vlastní kytarová zařízení/efekty a přepínací systémy (v letech 2006–2018 provozoval i vlastní hudební obchod).
V roce 2002 se vrátil do Ostravy a objevil zpěvačku Vladivojnu La Chia a její skupinu Banana, jejichž 3 alba produkoval. Později se do roku 2018 podílel jako spoluhráč a producent i na sólových projektech této zpěvačky.
V říjnu 2008 hrál na dvou koncertech v Brně, které byly uspořádány při příležitosti 40. výročí založení skupiny The Progress Organization (po změně názvů Progres 2), hostoval i na 45. výročí v roce 2013.
Roku 2010 uvedl na trh vlastní řadu kytarových efektů značky Bayger a navázal tak na dřívější produkci zesilovačů a přepínacích systémů pro kytary, v letech 2014 a 2015 se účastnil světového veletrhu Music Messe ve Frankfurtu nad Mohanem.
V roce 2013 produkoval první album skupiny Asbolut Deafers Zrození, roku 2016 i její druhé album Himaláje v nás. Roku 2016 produkoval originální remake skladby „Až ti řeknu“ od Davida Kollera v pojetí skupiny Hentai Corporation pro projekt David Koller & Friends. V letech 2016 a 2017 dále spolupracoval s Hentai Corporation a produkoval jejich album Intracellular Pets.

## Diskografie

### S Bukanýry
- 1981 – Děti z konce století (album)

### S Progres 2
- 1983 – „Nech je být“ (singl)
- 1984 – „Kdo je tam?“ (singl)
- 1984 – Mozek (album)
- 1985 – „Máš svůj den“ (singl)
- 1986 – „Už nemluví“ (singl)
- 1988 – Změna! (album)
- 2008 – Progres Story 1968–2008 (živé album z roku 2008)
- 2008 – Progres Story 1968–2008 (živé DVD z roku 2008)

### S Tanjou
- 1989 – „Nad hlavou létá rokenrol“ (singl)
- 1989 – Tanja (album)

### S Vigorem
- 1990 – „Píšu bílou křídou“ (singl)
- 1990 – „Kníže“ (singl)
- 1991 – Vigor Rock (album)

### S Bananou
- 2003 – Banana (album)
- 2004 – Trip (album)
- 2006 – Jungle (album)

### S Vladivojnou La Chia
- 2009 – Tajemství Lotopu (album)
- 2011 – Nevinnost (album a soundtrack k filmu Nevinnost)
- 2011 – Bohémy (album)

### S Absolut Deafers
- 2013 – Zrození (album)
- 2016 – Himaláje v nás (album)

### S Hentai Corporation
- 2017 – remake skladby „Až ti řeknu“ od Davida Kollera pro projekt David Koller & Friends
- 2017 – Intracellular Pets (album)